# Cantonul La Bastide-Clairence
Cantonul La Bastide-Clairence este un canton din arondismentul Bayonne, departamentul Pyrénées-Atlantiques, regiunea Aquitania, Franța.

## Comune
- Ayherre
- Briscous
- Isturits
- La Bastide-Clairence (reședință)
- Urt